# 하마오카 원자력 발전소

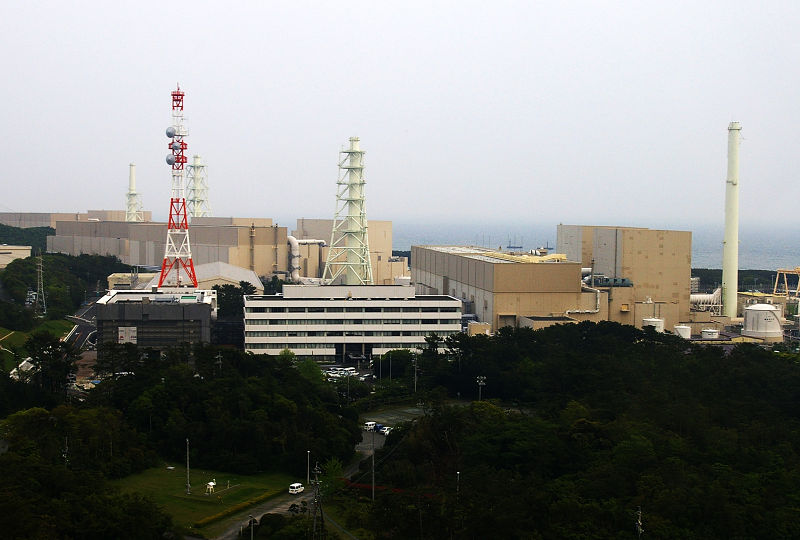
하마오카 원자력 발전소

하마오카 원자력 발전소(일본어: 浜岡原子力発電所)는 일본 시즈오카현의 오마에자키시에 있는 원자력 발전소이다. 주부 전력이 관리하며, 1976년부터 가동을 시작했다. 현재 여섯 개의 원자로가 가동되고 있지만. 다만 1,2호기만 폐로 인해 가동을 제외하였다. 
도카이 지진의 예상 진원역인 오마에자키가 있어 활단층이 바로 아래에 있다는 가설까지 발표되고 있으며, 또 트러블이 많이 발생하고 있어 내진성 부족이 우려되고 있다(#지진에 대한 우려,#과거 주요 트러블의 절 참조). 또한 이전에는 높이 10m-15m의 모래언덕에서 높이(사면소상고) 8m의 쓰나미를 막는 상정이었으나 2011년 3월 11일 도호쿠지방 태평양 앞바다 지진에서의 후쿠시마 제1원자력발전소 사고 교훈으로부터 같은 해 3월 16일 2, 3년 이내에 지상고 4m 정도였고. 다음 해인 4월에 해발 15m로 변경이 결정되었으나, 7월 22일에 발표된 신규 책정에서는 지상고가 해발 18m로 더 높아지고 완공 예정도 2012년 12월로 대폭 앞당겨졌다.
2011년 5월 6일 내각총리대신 간 나오토(菅直人)가 전 원자로의 운전 정지를 경제산업대신 가이에다 마리(海江田里)를 통해 요청. 이에 중부전력은 5월 9일 '현재 운전 중인 4호기, 5호기를 정지하는 결정을 했다'는 내용을 발표했다. 또 당시 정기검사에서 정지한 상태였던 3호기에 대해서도 '당분간 운전 재개를 보류한다'고 발표했다.

## 원자로
플랜트 형식, 격납용기 형식에 대해서는 국제원자력기구 웹사이트 및 『원자로설계』 P111 등을 참조했다. 보다 자세한 사양은 중부전력 웹사이트 등을 참조할 것.
| 호           | 형태  | 운전시작일       | 출력    | 원자로 개발 |
| ------------ | ----- | ---------------- | ------- | ----------- |
| 하마오카 - 1 | BWR-4 | 1976년 3월 17일  | 515 MW  | IHI, 도시바 |
| 하마오카 - 2 | BWR-4 | 1978년 11월 29일 | 806 MW  | IHI, 도시바 |
| 하마오카 - 3 | BWR-5 | 1987년 8월 28일  | 1056 MW | IHI         |
| 하마오카 - 4 | BWR-5 | 1993년 9월 3일   | 1092 MW | IHI         |
| 하마오카 - 5 | ABWR  | 2005년 1월 18일  | 1212 MW | 도시바      |
| 하마오카 - 6 | ABWR  | 미정             | 1212 MW | 도시바      |

- 1, 2호기는 2036년도에 폐로 해체 종료 예정.
- 6호기는 2016년도 착공, '2018년대 전반(2020년대)' 운전 개시 예정이었으나 2012년 3월 발표된 2012년도 공급 계획에서 운전 개시 시기가 삭제되었다.
- 6호기 신설은 국가가 원전 신설에 대해 명확한 방침을 제시하지 않았고 구체적인 일정을 제시할 단계가 아니기 때문에 2030년을 위한 새로운 경영지침에 기재되지 않았다.

## 같이 보기
- 일본의 원자력 발전